# Посольство США в Японии
Посольство США в Токио (англ. Embassy of the United States in Tokyo) — главная дипломатическая миссия США в Японии, расположена в специальном районе Минато в районе Акасака столицы Японии.
Посол США в Японии: Рам Эмануэль, с 1 февраля 2022 года.
Кроме посольства, США имеет консульства в городах Нагоя, Саппоро, Фукуока, Осака и Наха.

## Здание посольства
Новое здание посольства находится в фешенебельном квартале Токио — Акасаке, недалеко от квартала Нагата-тё, где расположен японский парламент и резиденция премьер-министра.
Адрес: 1-10-5, Акасака, Минато-ку 107-8420, ближайшая станция метро «Тамэикэ-Санно» линий Гиндза или Намбоку.

## История

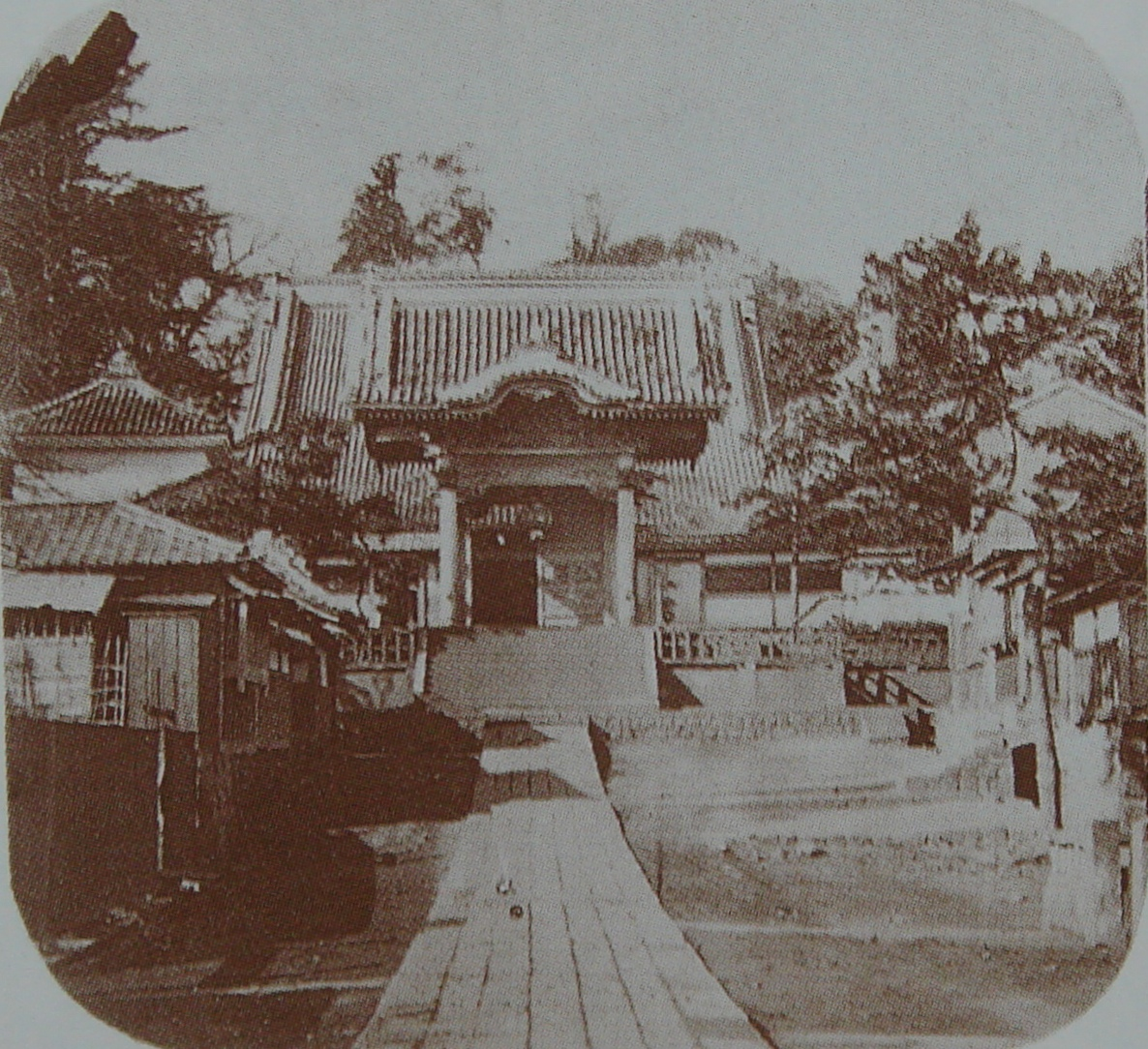
Первая американская дипмиссия в Японии.

### До Второй мировой войны
Впервые дипломатическая миссия США появилась в Токио в 1859 году под руководством первого американского генерального консула Таунсенда Харриса. Располагалась миссия в буддийском храме Дзэмпуку-дзи, одном из старейших храмов Японии.
В 1875 году дипломатическая миссия переехала в окрестности реки Сумида около квартала Цукидзи, где жили иностранцы. В настоящее время здесь находится комплекс Сен-Люк-Тауэр.
В 1890 году американская легация расположилась на нынешнем месте.
В январе 1906 года после победы Японии в русско-японской войне Япония и США повысили уровень дипломатических миссий до уровня послов. То же сделали несколько европейских стран.

### Вторая мировая война
Посольство было закрыто вскоре после нападения на Перл-Харбор в декабре 1941 года. Сотрудники посольства содержались на территории посольства вплоть до июня 1942 года, когда их выслали морем в Португальскую Восточную Африку для репатриации.
Посольство оставалось закрытым во время оккупации и открылось вновь 28 апреля 1952 года, когда дипломатические отношения были восстановлены в соответствии с Сан-Францисским мирным договором.